# Lago de Eichen
El lago de Eichen (en alemán: Eichener See) es un lago situado en la región administrativa de Lörrach —muy cerca de la frontera con Suiza—, en el estado de Baden-Württemberg (Alemania); tiene un área de 2.5 hectáreas y una profundidad de unos 40 metros.

## Historia
El lago fue documentado por primera vez en 1771 cuando cinco personas murieron en un bote que se volcó. También murieron otras personas en el lago en 1876 y 1910.
La primera descripción científica del lago es probablemente el artículo Von einem merkwürdigen See in der oberen Markgrafschaft Baden (Sobre un lago del margraviato alto de Baden) por Heinrich Sander, que apareció en una revista en 1782. El lago ha sido protegido desde 1939, y desde 1983, declarado monumento natural, además de otras 5.75 hectáreas a su alrededor.